# سن-ژان-باتیست، کبک
سن-ژان-باتیست (به فرانسوی: Saint-Jean-Baptiste) شهری در منطقه شهری لا وله-دو-ریشولیو ناحیه مونترژی در استان کبک کانادا است. در سرشماری سال ۲۰۱۱ این شهر ۲٬۸۷۵ نفر جمعیت داشته‌است و مساحت آن ۷۵٫۹۸ کیلومتر مربع است.